# Кубок Брунею з футболу 2017—2018
Кубок Брунею з футболу 2017—2018 — 11-й розіграш кубкового футбольного турніру у Брунеї. Титул вперше здобув клуб «Індера».

## Календар
| Раунд        | Дата                | Матчі | Клуби   |
| ------------ | ------------------- | ----- | ------- |
| Перший раунд | 5-19 листопада 2017 | 4     | 20 → 16 |
| 1/8 фіналу   | 5-16 січня 2018     | 8     | 16 → 8  |
| 1/4 фіналу   | 3-17 березня 2018   | 4     | 8 → 4   |
| 1/2 фіналу   | 16-23 березня 2018  | 2     | 4 → 2   |
| Фінал        | 1 квітня 2018       | 1     | 2 → 1   |

## 1/8 фіналу
| Команда 1         | Рахунок | Команда 2                |
| ----------------- | ------- | ------------------------ |
| 5 січня 2018      |         |                          |
| Сетія Пердана (2) | 0:2     | Збірна Брунею (U-17) (2) |
| 7 січня 2018      |         |                          |
| Лунь Баянг        | 2:3     | Джерудонг                |
| 9 січня 2018      |         |                          |
| Віджая            | 5:1     | БСРК (2)                 |
| 10 січня 2018     |         |                          |
| Менглаїт          | 1:3     | ДСП Юнайтед (2)          |
| 12 січня 2018     |         |                          |
| МС ПДБ            | 4:1     | Кота Рейнджер            |
| 14 січня 2018     |         |                          |
| Тебуан Муда       | 2:4     | МС АБДБ                  |
| 16 січня 2018     |         |                          |
| Індера            | 4:1     | Іклс (2)                 |
| Наджип Ай-Тім     | 0:5     | Касука                   |

## 1/4 фіналу
| Команда 1                | Рахунок        | Команда 2      |
| 3 березня 2018           | 3 березня 2018 | 3 березня 2018 |
| ------------------------ | -------------- | -------------- |
| Віджая                   | 3–4            | Касука         |
| 9 березня 2018           |                |                |
| ДСП Юнайтед (2)          | 0–3            | МС АБДБ        |
| 10 березня 2018          |                |                |
| Індера                   | 2–0            | Джерудонг      |
| 17 березня 2018          |                |                |
| Збірна Брунею (U-17) (2) | 1–2            | МС ПДБ         |

## 1/2 фіналу
| Команда 1       | Рахунок         | Команда 2       |
| 16 березня 2018 | 16 березня 2018 | 16 березня 2018 |
| --------------- | --------------- | --------------- |
| Індера          | 1–0 дч          | Касука          |
| 23 березня 2018 |                 |                 |
| МС ПДБ          | 1–1 дч пен. 6:5 | МС АБДБ         |

## Фінал
| Команда 1     | Рахунок       | Команда 2     |
| 1 квітня 2018 | 1 квітня 2018 | 1 квітня 2018 |
| ------------- | ------------- | ------------- |
| Індера        | 2–0           | МС ПДБ        |